# 三浦哲治
三浦 哲治（みうら てつじ、1959年10月15日 - ）は、日本のサッカー指導者・経営者である。
静岡県静岡市生まれ。静岡産業大学サッカー部（1994年創部）初代監督。静岡産業大学磐田ボニータ(2008年創部)初代監督。静岡SSUボニータ代表理事CEOを経て、現在は、サンヨークリーニング顧問•日本トリム顧問•静岡県サッカー協会評議員•静岡産業大学サッカー部アドバイザー、日ノ本学園サッカー部総監督兼学園アドバイザー
甥（姉の子）はサッカー指導者の泰年とプロサッカー選手の知良。

## 人物
小学校からサッカーを始めたが、当時は野球との掛け持ちで静岡県学童少年野球大会の優勝投手・主将を務めるなど両競技で活躍していた。周囲の「野球に専念すべき」と言う意見を押し切り、中学校での部活動はサッカー部を選んだ。
静岡学園高では、全国高校サッカー選手権大会準優勝、青森国体では優勝した。
東京農業大学では、ユース日本代表、大学選抜、関東大学リーグ・大学選手権で、準優勝を経験した。
大学卒業後は、サラリーマン生活を12年経験し、1994年Jリーグ開幕の翌年に静岡産業大学サッカー部監督に就任し、サッカーがマイナースポーツの時代から、世界基準を目標に、サッカー文化創造に注力。
Jリーグジュビロ磐田や磐田市と連携するなど、地域との強いパイプを持ち、静岡産業大学男子・女子サッカー・磐田ボニータを創設。全国屈指のサッカー強豪校に育てた。
現在は、三浦プロダクションCEOとして静岡産業大学サッカー部アドバイザー、サンヨークリーニングアドバイザー、日本トリム顧問として、スポーツ•サッカーを通じ、人々が幸せになる社会を創造している。